# Nectaris Patera
La Nectaris Patera è una struttura geologica della superficie di Marte.